# Marco VIII di Alessandria
Papa Marco VIII o Abba Marcos VIII (Egitto, ... – Egitto, 21 dicembre 1809) è stato un vescovo cristiano orientale egiziano, 108º Papa di Alessandria e Patriarca della Sede di San Marco.
Nacque nella città di Tama, nel distretto di Girga, in Egitto. Il suo nome di nascita era Giovanni.
Divenne monaco nel monastero di Sant'Antonio vicino al Mar Rosso.
Quando il suo predecessore, Abba Yoannis, il 107º Patriarca morì, il seggio papale rimase vacante per quattro mesi, poi Marco fu scelto come patriarca e ordinato il 2 ottobre 1796 (24 thout 1513 nel calendario copto).
Visse attraverso tre forme di governo in Egitto: prima sotto i governatori dell'Impero ottomano, poi l'invasione francese dell'Egitto (1797-1801), due anni dopo la sua ordinazione. Infine gli Ottomani tornarono di nuovo nel 1801.
Consacrò la nuova cattedrale di San Marco ad Azbakeya al Cairo che fu costruita da Al-Moallim Ibrahim El-Gohary, e trasferì la sede del papa copto in questa cattedrale nel 1800. dalla chiesa di Santa Maria (Haret Elroum).
Durante il suo mandato si verificarono molte spiacevoli situazioni e rimostranze contro la chiesa e i copti, incluso il rogo delle chiese superiori e inferiori di Haret Elroum.
Papa Marco VIII morì il 21 dicembre 1809, dopo essere rimasto nella sua sede episcopale per 13 anni, 2 mesi e 19 giorni. Il seggio papale rimase vacante per tre giorni dopo la sua dipartita.